# Andchoi
Andchoi (Dari/Usbekisch: اندخوی, auch Andkhui) ist eine Stadt in der Provinz Faryab im Nordwesten Afghanistans. Die Einwohnerzahl der Stadt beträgt 39.730 (Stand 2022). Der Bezirk liegt im Norden der Provinz. Die nördliche Grenze ist die nationale Grenze zu Turkmenistan.

## Klima
Andchoi ist durch das Steppenklima geprägt. In Andchoi gibt es auf ein Jahr gesehen vergleichsweise wenig Niederschläge. BSk lautet die Klassifikation des Klimas nach Köppen und Geiger. Die Jahresdurchschnittstemperatur in Andchoi liegt bei 15,6 °C. Über das Jahr verteilt gibt es im Durchschnitt 281 mm Niederschlag.

## Geschichte
Zu Beginn des 18. Jahrhunderts beherrschte das Khanat Buchara die Stadt, verlor jedoch an Macht und die lokal regierenden Ming-Amire wurden ab 1707 sichtbarer.
Die Gegend wurde 1885 von einer russisch-afghanischen Grenzkommission Afghanistan zugeordnet.

## Verkehr
Es gibt eine Straßen- und seit Anfang 2021 eine Schienenverbindung in die turkmenische Stadt Kerki über den 35 Kilometer entfernten Grenzort Aqina. Die wichtigste Verbindung ist die Nationalstraße AH76 (Ring Road), die die Stadt im Westen mit Herat und im Osten mit Scheberghan und Masar-e Scharif verbindet.